# Вьетнам на летних Олимпийских играх 2024

## Квалификация
| № п/п | Вид спорта                  | Мужчины        | Мужчины                | Женщины        | Женщины                | Всего          | Всего                  |
| № п/п | Вид спорта                  | Завоевано квот | Количество спортсменов | Завоевано квот | Количество спортсменов | Завоевано квот | Количество спортсменов |
| ----- | --------------------------- | -------------- | ---------------------- | -------------- | ---------------------- | -------------- | ---------------------- |
| 1     | Академическая гребля        |                |                        | 1              | 1                      | 1              | 1                      |
| 2     | Бадминтон                   | 1              | 1                      | 1              | 1                      | 2              | 2                      |
| 3     | Бокс                        |                |                        | 2              | 2                      | 2              | 2                      |
| 4     | Велоспорт                   |                |                        | 1              | 1                      | 1              | 1                      |
| 5     | Гребля на байдарках и каноэ |                |                        | 1              | 1                      | 1              | 1                      |
| 6     | Дзюдо                       |                |                        | 1              | 1                      | 1              | 1                      |
| 7     | Лёгкая атлетика             |                |                        | 1              | 1                      | 1              | 1                      |
| 8     | Плавание                    | 2              | 1                      | 1              | 1                      | 3              | 2                      |
| 9     | Стрельба                    |                |                        | 3              | 2                      | 3              | 2                      |
| 10    | Стрельба из лука            | 1              | 1                      | 1              | 1                      | 2              | 2                      |
| 11    | Тяжёлая атлетика            | 1              | 1                      |                |                        | 1              | 1                      |
|       | ИТОГО                       | 5              | 4                      | 13             | 12                     | 18             | 16                     |

## Состав команды
Академическая гребля
1. Фам Тхи Хьен[англ.]

 Бадминтон
1. Ле Дык Фат[англ.]
2. Нгуен Тхуи Линь[англ.]

 Бокс
1. Во Тхи Ким Анх[англ.]
2. Ха Тхи Линь[англ.]

Велоспорт
 Шоссейный велоспорт
1. Нгуен Тхи Тхат[англ.]

Гребля на байдарках и каноэ
 Гребля на гладкой воде
1. Нгуен Тхи Хуонг[англ.]

 Дзюдо
1. Хоанг Тхи Тинь[англ.]

 Лёгкая атлетика
1. Тран Тхи Ни Йен[англ.]

 Плавание
1. Нгуен Хюи Хоанг[англ.]
2. Во Тхи Ми Тьен[англ.]

 Стрельба
1. Ле Тхи Монг Тхуен[англ.]
2. Чинь Тху Винь[англ.]

 Стрельба из лука
1. Ле Куок Фонг[англ.]
2. До Тхи Ань Нгует

 Тяжёлая атлетика
1. Чинь Ван Винь[англ.]

## Академическая гребля
Вьетнам завоевал одну квоту на участие в соревнованиях по академической гребле на Квалификационной регате Азии и Океании 2024 года в Чхунджу, Корея.
| Спортсмен    | Дисциплина       | Заезд   | Заезд | Утеш. заезд | Утеш. заезд | Четвертьфиналы | Четвертьфиналы | Полуфиналы | Полуфиналы | Финалы  | Финалы |
| Спортсмен    | Дисциплина       | Время   | Место | Время       | Место       | Время          | Место          | Время      | Место      | Время   | Место  |
| ------------ | ---------------- | ------- | ----- | ----------- | ----------- | -------------- | -------------- | ---------- | ---------- | ------- | ------ |
| Фам Тхи Хьен | Женщины одиночки | 8.03,84 | 4 R   | 8.00,97     | 2 QF        | 7.56,96        | 6 Q SC/D       | 8.22,85    | 6 Q FD     | 7.47,84 | 23     |

## Бадминтон
Вьетнам завоевал две квоты на участие в олимпийском турнире по бадминтону в соответствии с Олимпийским рейтингом BWF.
| Спортсмен       | Категория         | Группы                             | Группы                                              | Группы        | Группы | Выбывание             | Четвертьфиналы        | Полуфиналы            | Финал / За 3 место    | Финал / За 3 место    |
| Спортсмен       | Категория         | Соперник Счет                      | Соперник Счет                                       | Соперник Счет | Место  | Соперник Счет         | Соперник Счет         | Соперник Счет         | Соперник Счет         | Место                 |
| --------------- | ----------------- | ---------------------------------- | --------------------------------------------------- | ------------- | ------ | --------------------- | --------------------- | --------------------- | --------------------- | --------------------- |
| Ле Дык Фат      | Мужчины одиночный | GERФабиан Рот В 2-0 (21–10, 21–10) | INDХасина Сунил Пранной П 1-2 (21–16, 11–21, 12–21) | —             | 2      | завершил выступление  | завершил выступление  | завершил выступление  | завершил выступление  | завершил выступление  |
| Нгуен Тхуи Линь | Женщины одиночный | AUSТиффани Хо В 2-0 (21–6, 21–3)   | USAБэйвэнь Чжан П 0-2 (20–22, 20–22)                | —             | 2      | завершила выступление | завершила выступление | завершила выступление | завершила выступление | завершила выступление |

## Бокс
Вьетнам завоевал два места в женский турнир по боксу: одно на Первом мировом Олимпийском квалификационном турнире 2024 года в Бусто-Арсицио, Италия и одно на Втором мировом Олимпийском квалификационном турнире 2024 года в Бангкоке, Таиланд.
| Спортсмен      | Категория        | 1/16 финала               | 1/8 финала            | Четвертьфиналы        | Полуфиналы            | Финал                 | Финал                 |
| Спортсмен      | Категория        | Соперник Результат        | Соперник Результат    | Соперник Результат    | Соперник Результат    | Соперник Результат    | Место                 |
| -------------- | ---------------- | ------------------------- | --------------------- | --------------------- | --------------------- | --------------------- | --------------------- |
| Во Тхи Ким Анх | Женщины до 54 кг | INDПрити Павар П 0–5      | завершила выступление | завершила выступление | завершила выступление | завершила выступление | завершила выступление |
| Ха Тхи Линь    | Женщины до 60 кг | TGAФеофааки Эпениса В 5–0 | CHNЯн Вэньлу П 0–5    | завершила выступление | завершила выступление | завершила выступление | завершила выступление |

## Велоспорт

### Шоссейные велогонки
Вьетнам получил одно место в женской групповой гонке на шоссе по результатам Чемпионата Азии по шоссейным велогонкам 2023 года в Районге, Таиланд.
Женщины
| Спортсмен      | Дисциплина      | Время   | Место |
| -------------- | --------------- | ------- | ----- |
| Нгуен Тхи Тхат | Групповая гонка | 4:10.47 | 73    |

## Гребля на байдарках и каноэ

### Гладкая вода
Вьетнам завоевал право выставить одну лодку в женских соревнованиях каноисток на гладкой воде на Азиатской квалификационной регате 2024 года в Токио, Япония.
| Спортсмен       | Дисциплина                   | Заезды | Заезды | Четвертьфиналы | Четвертьфиналы | Полуфиналы            | Полуфиналы            | Финалы                | Финалы                |
| Спортсмен       | Дисциплина                   | Время  | Место  | Время          | Место          | Время                 | Место                 | Время                 | Место                 |
| --------------- | ---------------------------- | ------ | ------ | -------------- | -------------- | --------------------- | --------------------- | --------------------- | --------------------- |
| Нгуен Тхи Хуонг | Женщины Каноэ-одиночки 200 м | 49,74  | 6 QF   | 49,09          | 6              | завершила выступление | завершила выступление | завершила выступление | завершила выступление |

## Дзюдо
Вьетнам получил по рейтингу IJF одно место в женских соревнованиях.
| Спортсмен      | Категория        | 1/16 финала              | 1/8 финала           | Четвертьфиналы       | Полуфиналы           | Утеш. поединки       | Финал / За 3 место   | Финал / За 3 место   |
| Спортсмен      | Категория        | Соперник Результат       | Соперник Результат   | Соперник Результат   | Соперник Результат   | Соперник Результат   | Соперник Результат   | Место                |
| -------------- | ---------------- | ------------------------ | -------------------- | -------------------- | -------------------- | -------------------- | -------------------- | -------------------- |
| Хоанг Тхи Тинь | Женщины до 48 кг | TUNУмайма Бедиуи П 00–01 | завершил выступление | завершил выступление | завершил выступление | завершил выступление | завершил выступление | завершил выступление |

## Легкая атлетика
Вьетнам получил одно универсальное место для участия в олимпийских легкоатлетических соревнованиях.
Беговые дисциплины
| Спортсмен       | Дисциплина    | Забеги    | Забеги | 1 круг    | 1 круг | Утеш. забеги          | Утеш. забеги          | Полуфиналы            | Полуфиналы            | Финал                 | Финал                 |
| Спортсмен       | Дисциплина    | Результат | Место  | Результат | Место  | Результат             | Место                 | Результат             | Место                 | Результат             |                       |
| --------------- | ------------- | --------- | ------ | --------- | ------ | --------------------- | --------------------- | --------------------- | --------------------- | --------------------- | --------------------- |
| Тран Тхи Ни Йен | Женщины 100 м | 11,81     | 1 Q    | 11,79     | 7      | завершила выступление | завершила выступление | завершила выступление | завершила выступление | завершила выступление | завершила выступление |

## Плавание
Вьетнамские пловцы выполнили требования для участия в двух дисциплинах мужского плавательного турнира Олимпиады (максимум два пловца, выполнивших Олимпийский квалификационный норматив (OST) или, возможно, Олимпийский рассматриваемый норматив (OCT)) и получили одно универсальное место в соревнования женщин.
| Спортсмен       | Дисциплина                   | Заплывы  | Заплывы | Полуфиналы            | Полуфиналы            | Финал                 | Финал                 |
| Спортсмен       | Дисциплина                   | Время    | Место   | Время                 | Место                 | Время                 | Место                 |
| --------------- | ---------------------------- | -------- | ------- | --------------------- | --------------------- | --------------------- | --------------------- |
| Нгуен Хюи Хоанг | Мужчины 800 м вольный стиль  | 8.08,39  | 28      | —                     | —                     | завершил выступление  | завершил выступление  |
| Нгуен Хюи Хоанг | Мужчины 1500 м вольный стиль | 15.18,63 | 21      | —                     | —                     | завершил выступление  | завершил выступление  |
| Во Тхи Ми Тьен  | Женщины 200 м комплекс       | 2.17,18  | 27      | завершила выступление | завершила выступление | завершила выступление | завершила выступление |

## Стрельба
Вьетнам завоевал два квотных места для участия в соревнованиях стрелков по итогам Чемпионата мира по стрельбе 2023 года в Баку, Азербайджан и Чемпионата Азии по пулевой стрельбе 2024  года в Джакарте, Индонезия. Еще одну квоту Вьетнам получил благодаря квалификации стрелков в других дисциплинах согласно правилам ISSF.
Женщины
| Спортсмен         | Дисциплина                         | Квалификация | Квалификация | Финал                | Финал                |
| Спортсмен         | Дисциплина                         | Баллы        | Место        | Баллы                | Место                |
| ----------------- | ---------------------------------- | ------------ | ------------ | -------------------- | -------------------- |
| Ле Тхи Монг Тхуен | Пневматическая винтовка, 10 м      | 621,1        | 40           | завершил выступление | завершил выступление |
| Чинь Тху Винь     | Пневматический пистолет, 10 метров | 578          | 4 Q          | 198,6                | 4                    |
| Чинь Тху Винь     | Пистолет, 25 метров                | 587          | 4 Q          | 16                   | 7                    |

## Стрельба из лука
Вьетнам завоевал одну квоту на участие в мужским индивидуальном турнире по стрельбе из лука по результатам Финального квалификационного турнира 2024 года в Анталии, Турция и получил одно универсальное место в женском индивидуальном турнире. Квалифицировав таким образом минимум одного участника в мужской и женский личный турниры, Вьетнам получил право выставить дуэт в миксте.
| Спортсмен                     | Дисциплина                        | Предварительный раунд | Предварительный раунд | 1/32                   | 1/16                  | 1/8                   | Четвертьфиналы        | Полуфиналы            | Финал / За 3 место    | Финал / За 3 место    |
| Спортсмен                     | Дисциплина                        | Результат             | Посев                 | Соперник Счет          | Соперник Счет         | Соперник Счет         | Соперник Счет         | Соперник Счет         | Соперник Счет         | Место                 |
| ----------------------------- | --------------------------------- | --------------------- | --------------------- | ---------------------- | --------------------- | --------------------- | --------------------- | --------------------- | --------------------- | --------------------- |
| Ле Куок Фонг                  | Мужчины индивидуальное первенство | 652                   | 47                    | MDAДан Олару П 0–6     | завершил выступление  | завершил выступление  | завершил выступление  | завершил выступление  | завершил выступление  | завершил выступление  |
| До Тхи Ань Нгует              | Женщины индивидуальное первенство | 648                   | 37                    | IRIМобина Фаллах П 5–6 | завершила выступление | завершила выступление | завершила выступление | завершила выступление | завершила выступление | завершила выступление |
| Ле Куок Фонг До Тхи Ань Нгует | Микст                             | 1300                  | 24                    | —                      | —                     | завершили выступление | завершили выступление | завершили выступление | завершили выступление | завершили выступление |

## Тяжёлая атлетика
Вьетнам получил одно место в мужских соревнованиях в соответствии с олимпийским рейтингом IWF.
| Спортсмен     | Категория        | Рывок     | Рывок | Толчок               | Толчок               | Всего                | Место                |
| Спортсмен     | Категория        | Результат | Место | Результат            | Место                | Всего                | Место                |
| ------------- | ---------------- | --------- | ----- | -------------------- | -------------------- | -------------------- | -------------------- |
| Чинь Ван Винь | Мужчины до 61 кг | NM        | NM    | завершил выступление | завершил выступление | завершил выступление | завершил выступление |